# Oktyabrsky (huyện của Kostroma)
Huyện Oktyabrsky (tiếng Nga: ? райо́н) là một huyện hành chính tự quản (raion), của Tỉnh Kostroma, Nga. Huyện có diện tích 1867 kilômét vuông, dân số thời điểm ngày 1 tháng 1 năm 2000 là 14400 người. Trung tâm của huyện đóng ở Bogovarovo.